# 内里尼亚克
内里尼亚克（法語：Nérignac，法語發音：[neʁiɲak]）是法国新阿基坦大区维埃纳省的一个市镇，位于该省东南部，属于蒙莫里永区。

## 地理
内里尼亚克（46°17'41"N, 0°43'38"E）面积4.46 平方千米，位于法国新阿基坦大区维埃纳省，该省份为法国中西部省份，北起曼恩-卢瓦尔省和安德尔-卢瓦尔省，西接德塞夫勒省，南至夏朗德省，东南接上维埃纳省，东临安德尔省。
与内里尼亚克接壤的市镇（或旧市镇、城区）包括：阿德里耶、穆萨克、佩尔萨克。

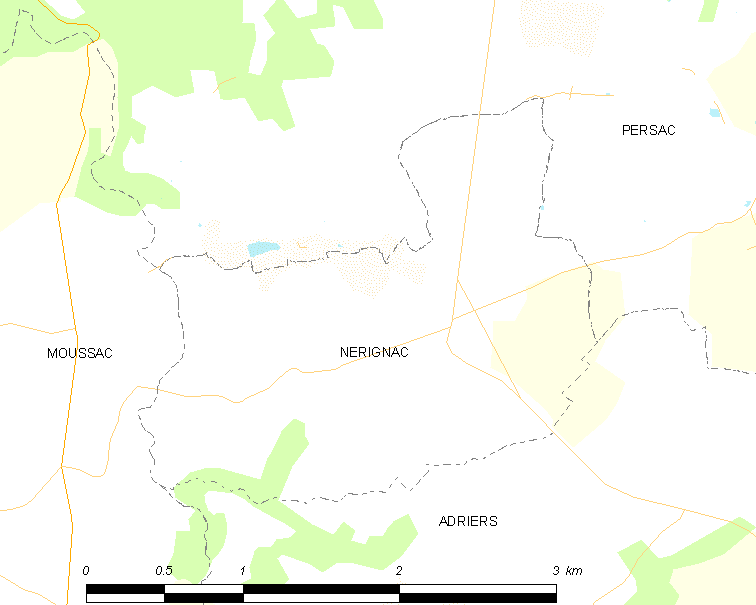
内里尼亚克的OSM定位图

内里尼亚克的时区为UTC+01:00、UTC+02:00（夏令时）。

## 行政
内里尼亚克的邮政编码为86150，INSEE市镇编码为86176。

## 政治
内里尼亚克所属的省级选区为吕萨克堡县。

## 人口

1962-2008年间内里尼亚克人口变化图示

内里尼亚克于2022年1月1日时的人口数量为117人。